# Iggy's Reckin' Balls
Iggy's Reckin' Balls (conocido en Japón como イギーくんのぶら2ぽよん, Iggy Kun no Bura Poyon) es un videojuego desarrollado exclusivamente para Nintendo 64 por Iguana Entertainment y publicado por Acclaim Entertainment. 
Iggy's Reckin' Balls llegó al mercado europeo el 2 de agosto de 1998.
El juego es protagonizado por unos personajes con forma de bolas o pelotas con distintas caras y personalidades únicas que compiten entre ellos en carreras sobre distintos circuitos con diversos obstáculos a superar. Los personajes utilizan una especie de gancho con el que poder superar los obstáculos, subir a otras plataformas e incluso atacar a otros personajes. Los objetos o "power-ups" se dispersan por los 100 circuitos, los cuales equipan temporalmente a los jugadores con habilidades especiales. En una misma carrera o competición pueden competir hasta 4 jugadores.

## Forma de Juego
Iggy's Reckin' Balls es un juego de carreras en el que los distintos personajes corren en circuitos ascendentes con distintos niveles de altura y gana el primero en llegar a lo alto del circuito tres veces. Quien consiga llegar a lo alto se teletransporta al principio del circuito nuevamente, y una vez completadas tres vueltas se pasa a la siguiente carrera. Dependiendo de la posición en que lleguen los personajes, éstos irán consiguiendo más o menos puntos para la clasificación del campeonato.
Cada personaje tiene la habilidad de lanzar una especie de gancho para subir a las distintas plataformas del circuito y así avanzar en él e intentar llegar en primer lugar. Los jugadores también pueden ayudarse utilizando los distintos objetos o power-ups para avanzar.

## Modos de Juego
En el juego se incluyen 4 modos distintos en los que poder jugar, los cuales son: Arcade, Mix-up, Time Trial y Battle.
- Arcade:
- Mix-up:
- Time Trial:
- Battle:

## Personajes
Al comienzo del juego hay 8 personajes a elegir y con los que poder competir, cada uno con sus propias habilidades y con sus diferencias respecto al resto. También existen 9 personajes ocultos adicionales que pueden ser desbloqueados según se avanza en el juego. Estos personajes ocultos solo se desbloquean si se juega en dificultad Media.
- Iggy: Él es el personaje principal del juego. Tiene forma de iguana y color verde. Es un personaje con un buen balanceo y un buen manejo para principiantes. Siempre está contento.
- Q-Tee: Ella es una linda bola de color rosa y con un par de coletas que solamente quiere divertirse.
- Amanda: Otra bola de color verde con actitud. Algunos dicen que es la hermana de Iggy pero no es cierto. Ella solo se preocupa de sí misma y de ganar cualquier carrera.
- Narlie:  Muchos consideran a esta calabaza saltarina como el villano del juego. Él es malvado en cualquier sitio y su principal objetivo es ganar a cualquier precio.
- Chatter: Chatter es una bola con dientes enormes. Él no puede hablar realmente y únicamente hace ruidos. Algunos dicen que su mundo (nivel) es "CandyLane".
- Charlie: Charlie es un payaso cuya meta es ser el número uno. Su gancho es una estrella dorada. A él siempre le gusta correr, no importa contra quien.
- Sonny: Sonny es una bola con aspecto similar a un sol. Algunos dicen que vive en dos de los 10 mundos (niveles), uno sería "Soft Sun Bay" y el otro sería un nivel oculto. Sonny únicamente sonríe cuando gana una carrera.
- Rob-ERT: Él es un robot flotante sin ningún propósito. No habla, los únicos ruidos que hace son pitidos.

## Niveles
Hay un total de 10 mundos distintos a explorar, cada uno con un tema diferente. Cuanto más lejos se avance en el juego, más mundos se desbloquean. Si se juega en dificultad Fácil no se consiguen desbloquear niveles ocultos, hay que jugar en dificultad Media para poder desbloquearlos, al igual que pasa con los personajes ocultos.

### Mundos
Hay un total de 10 mundos con diferentes temas. Cada uno de ellos está formado por 10 circuitos; hay un total de 100 circuitos diferentes.
- Easy Street: Como el propio nombre sugiere, Easy Street introduce al jugador en Iggy's Reckin' Balls con circuitos fáciles, pero esto es solo el comienzo.
- Downtown: El tema es el corazón del área central de la ciudad. Downtown contiene una serie de circuitos metálicos que van en todas direcciones. Estos circuitos presentan un gran desafío.
- CandyLane: El tema es todo sobre el amor de Candy. Este mundo hará que el jugador vaya como loco a por Candy
- The Deep: La oscuridad rodea este mundo al igual que el jugador avanza sobre los oscuros circuitos de esta área empantanada. Parece que este lugar es uno de los más difíciles niveles de comenzar.
- Soft Sun Bay: Poniéndose sobre una cálida playa Sonny sería feliz en este mundo (si él puede ser feliz). Los circuitos obtienen mayor dificultad como este mundo contiene más calor.

Una vez se completen estos niveles en dificultad Media quedando en primer lugar en cada uno de ellos, se podrán ir desbloqueando nuevos mundos para correr.
- Datos: Q2312312